# Saint-Étienne-la-Cigogne
Saint-Étienne-la-Cigogne korábbi község Franciaország Új-Aquitania régiójában, Deux-Sèvres megyében. 
Lakosainak száma 159 fő (2018. január 1.). Saint-Étienne-la-Cigogne Dœuil-sur-le-Mignon, Villeneuve-la-Comtesse, Belleville és Boisserolles községekkel határos.
2018. január 1-jén három másik korábbi községgel egyesült és az így létrejött Plaine-d’Argenson új község része lett.

## Népesség
A település népessége az elmúlt években az alábbi módon változott:
| Lakosok száma | 148  | 155  | 157  | 159  |
|               | 2013 | 2015 | 2017 | 2018 |